# Butler, Pennsylvania

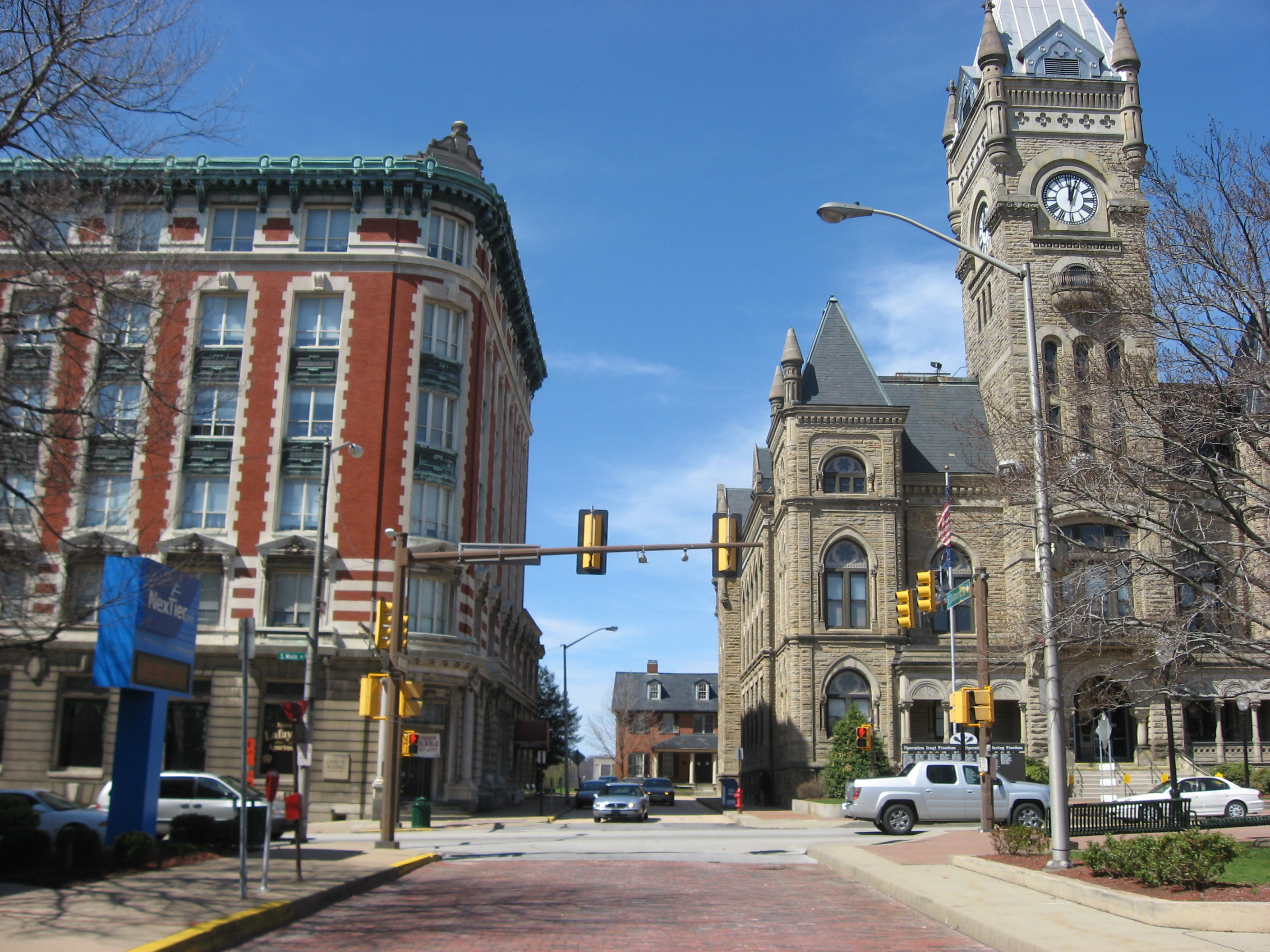
Butler centrum

Butler är en stad i Butler County i västra Pennsylvania i USA. Butler har drygt 15 000 invånare (2000). Butler är administrativ huvudort (county seat) i Butler County. 
Butler var tidigare främst känd som en industristad, den omges av stora järn-, kol-, olje- och naturgasfyndigheter.
Den 13 juli 2024 utsattes den amerikanska politikern och företagaren Donald Trump för ett attentatsförsök i staden.